# Daniele Casella
Daniele Casella (* 1557 in Carona; † 23. März 1646 in Genua) war ein schweizerisch-italienischer Bildhauer und Architekt des Manierismus.

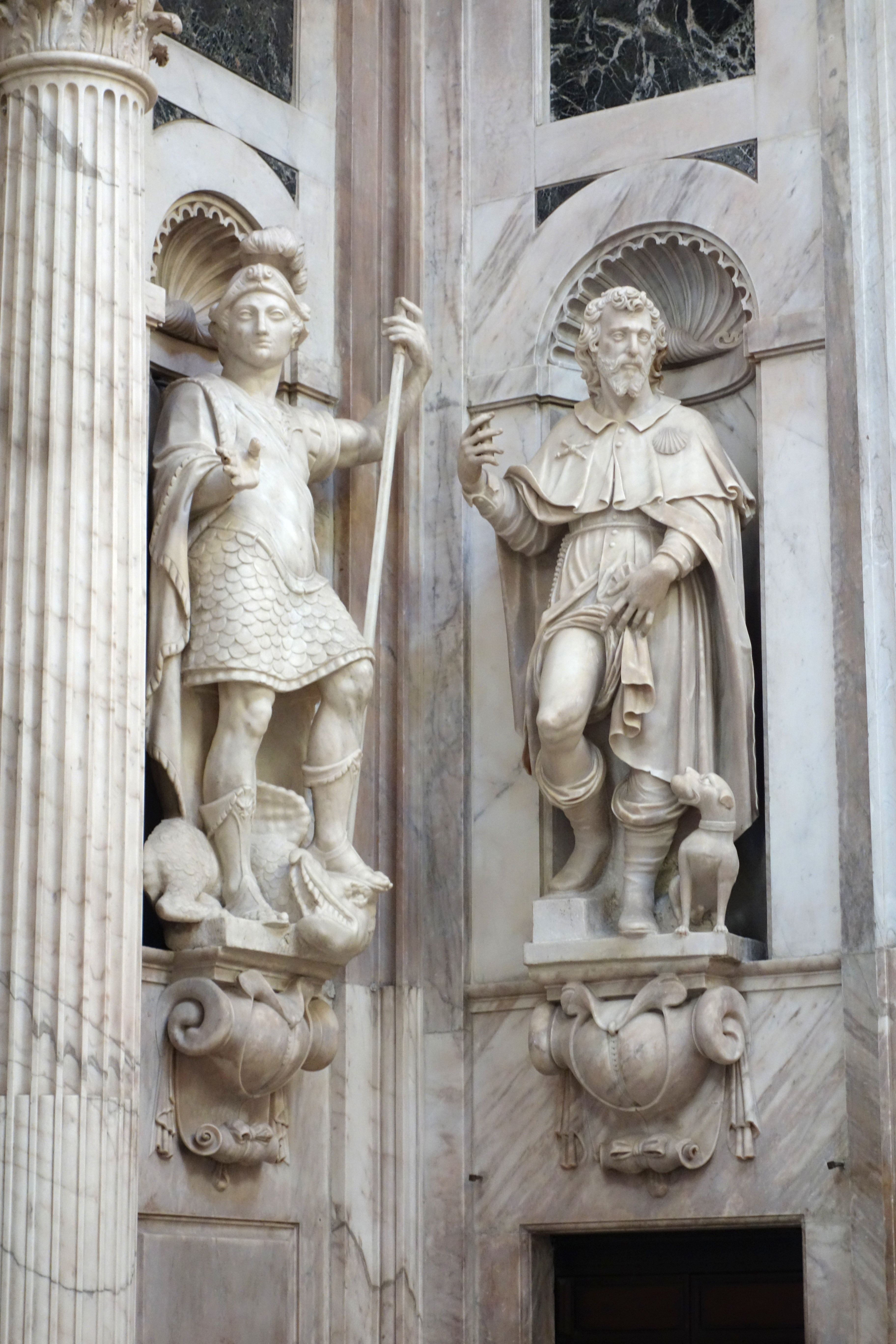
Daniele Casella, Statuen der heiligen Georg und Rochus, Kapelle der Unbefleckten Empfängnis der Kirche San Pietro in Banchi, Genua

## Leben
Mehrere Mitglieder des caronesischen Zweigs der Familie von Daniele Casella wanderten vor allem ab dem 15. Jahrhundert in die grossen Städte Italiens aus, wo sie als Maler, Architekten, Bildhauer, Stuckateure tätig waren. Daniele Casella war Unternehmer in Genua und Gründer einer öffentlichen Schule in Carona. Er war Schüler und Mitarbeiter von Taddeo Carlone, mit welchem er an der Ausschmückung der Kirche San Pietro in Banchi in Genua mitwirkte. Er erstellte die Loggia dei Banchi oder half bei deren Bau mit und entwarf den Plan einer Kapelle in der Kirche San Siro. Wahrscheinlich ist er es, der durch Testament vom 30. Januar 1646 der Schule von Carona ein Legat vermachte.
Er gilt als einer der bedeutendsten Bildhauer der Stadt Genua im 16. und 17. Jahrhundert.